# Læreruddannelsen i Århus
Læreruddannelsen i Aarhus – VIA University College (tidligere Århus Dag- og Aftenseminarium og JCVU Århus Lærerseminarium) ligger i Aarhus og er landets største og mest søgte lærerseminarium med omkring 1600 studerende og 120 undervisere. Seminariet tilbyder den ordinære læreruddannelse, meritlæreruddannelsen samt enkeltfagsstudier i samtlige 19 linjefag på lærerudannelsen.
Aarhus lærerseminarium er ét af i alt fire seminarier i Region Midtjylland, hvor Nørre Nissum, Skive og Silkeborg udgør de tre andre.

## Historie
Aarhus Lærerseminariums historie går tilbage til 1909, hvor det indremissionske Aarhus Kvindeseminarium blev oprettet. Seminariet skiftede navn til Århus Seminarium i 1931, efter at være blevet seminarium for både kvinder og mænd. I 1952 oprettedes endnu et lærerseminarium i Århus, nemlig Århus Aftenseminarium. Da dette også fik dagklasser fra 1956 ændredes navnet i 1957 til Marselisborg Seminarium. 
Århus Fællesseminarium blev etableret i 1989 ved en sammenlægning af Århus Seminarium og Marselisborg Seminarium. I 1995 ændredes navnet til Århus Dag- og Aftenseminarium. Aftenuddannelsen blev nedlagt i 1998, men først i august 2006 fjernes betegnelsen fra navnet. Det sker, da seminariet bliver en del af Jysk Center for Videregående Uddannelse (JVCU). 
Op til sammenlægningen i 1989, var Kjeld Nymann Madsen rektor for Århus Seminarium (rektor fra 1968 til 1989). Efter sammenlægningen var det Per Frimer-Larsen (tidligere rektor for Marselisborg Seminarium 1985-1989), der fortsatte som rektor for Århus Fællesseminarium. Fællesseminariet blev placeret på Århus Seminariums adresse (Trøjborgvej 82, 8200 Århus N). 
Andreas Striib rektor var rektor fremtil 2001, hvorefter Elsebeth Jensen overtog stillingen til og med 2007.
1. janunar 2008 blev uddannelsen en del af VIA University College, der er én af i alt otte professionshøjskoler i Danmark. VIA University College dækker alle professionsuddannelserne i Region Midtjylland. Læreruddannelsen hedder fremover Læreruddannelsen i Aarhus -VIA University College.

## Alumni
- 1963: Ole Lund Kirkegaard (1940-79), børne- og ungdomsbogsforfatter
- 2006: Anders Gerber (født 1976), dansk fodboldtræner

56°10′14.98″N 10°12′28.31″Ø / 56.1708278°N 10.2078639°Ø